# 무효확인소송
무효확인소송(無效確認訴訟)은 행정청의 처분 등의 효력유무 또는 존재여부의 확인을 청구하는 소송이다. 대법원 전원합의체 판결에 따르면 다음과 같은 이유로 보충성을 요구하지 않는다.
1. 행정소송은 민사소송과는 목적, 취지 및 기능 등을 달리하는 점
2. 행정소송법 제4조에서는 무효확인소송을 항고소송의 일종으로 규정하고 있는 점
3. 행정소송법 제38조 제1항에서는 처분 등을 취소하는 확정판결의 기속력 및 행정청의 재처분 의무에 관한 행정소송법 제30조를 무효확인소송에도 준용하고 있으므로 무효확인판결 자체만으로도 실효성을 확보할 수 있는 점
4. 무효확인소송의 보충성을 규정하고 있는 외국의 일부 입법례와는 달리 대한민국 행정소송법에는 명문의 규정이 없어 이로 인한 명시적 제한이 존재하지 않는 점

## 같이 보기
- 행정소송법
- 소의 이익
- 항고소송
- 보충성